# Mourdiah
Mourdiah ou Mourdia est une ville et une commune malienne, située dans le pays de la Bakhounou, chef-lieu du le cercle de Mourdiah, dans la nouvelle région de Nara.

## Géographie
Il est situé à 80 km au sud de Nara. 

## Histoire
En 1883, Fernand Quiquandon et le docteur Jean-Marie Bayol, lors d'une expédition chez les Bambara, alors pratiquement inexploré, atteignent Mourdia.